# La Logique du vivant
 La Logique du vivant, une histoire de l'hérédité est un ouvrage de vulgarisation scientifique écrit par le biologiste François Jacob et paru en 1970 aux Éditions Gallimard, réédité en 1981.
Cet ouvrage sur la philosophie de la biologie, écrit peu après avoir reçu le Prix Nobel, est devenu une référence dans son domaine, au même titre que Le Hasard et la Nécessité de Jacques Monod.
Il témoigne de l'importance biologique des paliers d'intégration.

## Découpage
L'ouvrage est rigoureusement structuré en cinq volumineux chapitres numérotés en chiffres romains, portant tous un intitulé, eux-mêmes constitués, à la suite d'un  paragraphe introductif, de 4 à 6 sous-chapitres portant eux-mêmes tous un titre. Ces cinq chapitres sont précédés d'une introduction et suivis d'une conclusion de longueurs comparables à celles des cinq chapitres du livre. Ainsi, le découpage élaboré par Jacob est le suivant :
- Introduction - Le programme
- Chapitre I - La structure visible
  - La génération
  - Le décryptage de la nature
  - Le mécanisme
  - Les espèces
  - La préformation
  - L'hérédité
- Chapitre II - L'organisation
  - La mémoire et l'hérédité
  - L'architecture cachée
  - La vie
  - La chimie du vivant
  - Le plan d'organisation
  - La cellule
- Chapitre III - Le temps
  - Les cataclysmes
  - Les transformations
  - Les fossiles
  - L'évolution
- Chapitre IV - Le gène
  - L'expérimentation
  - L'analyse statistique
  - La naissance de la génétique
  - Le jeu des chromosomes
  - Les enzymes
- Chapitre V - La molécule
  - Les macromolécule
  - Les microorganismes
  - Le message
  - La régulation
  - La copie et l'erreur
- Conclusion - L'intégron
- Index
- Table des matières

## Citation
« On n'interroge plus la vie aujourd'hui dans les laboratoires. On ne cherche plus à en cerner les contours. On s'efforce seulement d'analyser des systèmes vivants, leurs structures, leurs fonctions, leur histoire ».

## Critiques
Pour Michel Foucault, « Le livre de François Jacob est la plus remarquable histoire de la biologie qui ait jamais été écrite. Elle invite aussi à un grand réapprentissage de la pensée ».

## Éditions

### Traductions
- En anglais : (en) The Logic of Life : A history of heredity (trad. du français par Betty E. Spillmann, préf. Matthew Cobb), Princeton University Press, 1978 (présentation en ligne)
- En allemand : Die Logik des Lebenden. Von der Urzeugung zum genetischen Code (trad. par Jutta et Klaus Scherrer), Francfort, Fischer, 1972 (nouvelle édition remaniée : Die Logik des Lebenden. Eine Geschichte der Vererbung, Francfort, Fischer, 2002).